# Classe Minotaur (incrociatore 1906)
La classe Minotaur fu una classe di incrociatori corazzati della Royal Navy britannica, composta da tre unità entrate in servizio tra il 1908 e il 1909. Fu l'ultima classe di incrociatori corazzati a essere costruita per il Regno Unito.
Tutti i membri della classe parteciparono alla prima guerra mondiale. Allo scoppio della guerra il capoclasse Minotaur prestò brevemente servizio nell'oceano Indiano e il Defence servì nel mar Mediterraneo durante l'inseguimento della Goeben e della Breslau, prima che entrambi rientrassero in patria per essere assegnati alla Grand Fleet unitamente alla terza unità della classe, lo Shannon. Le tre unità parteciparono quindi alle operazioni nel teatro del mare del Nord e tra il 31 maggio e il 1º giugno 1916 furono coinvolte negli eventi della battaglia dello Jutland, nel corso della quale il Defence fu affondato dal tiro di unità navali tedesche; per il resto del conflitto le due superstiti unità della classe furono impegnate in missioni di scorta al traffico mercantile nel mare del Nord.
Entrambe le unità furono radiate dal servizio e avviate alla demolizione alla fine della guerra: il Minotaur nell'aprile 1920, lo Shannon nel dicembre 1922.

## Caratteristiche

### Scafo e propulsione

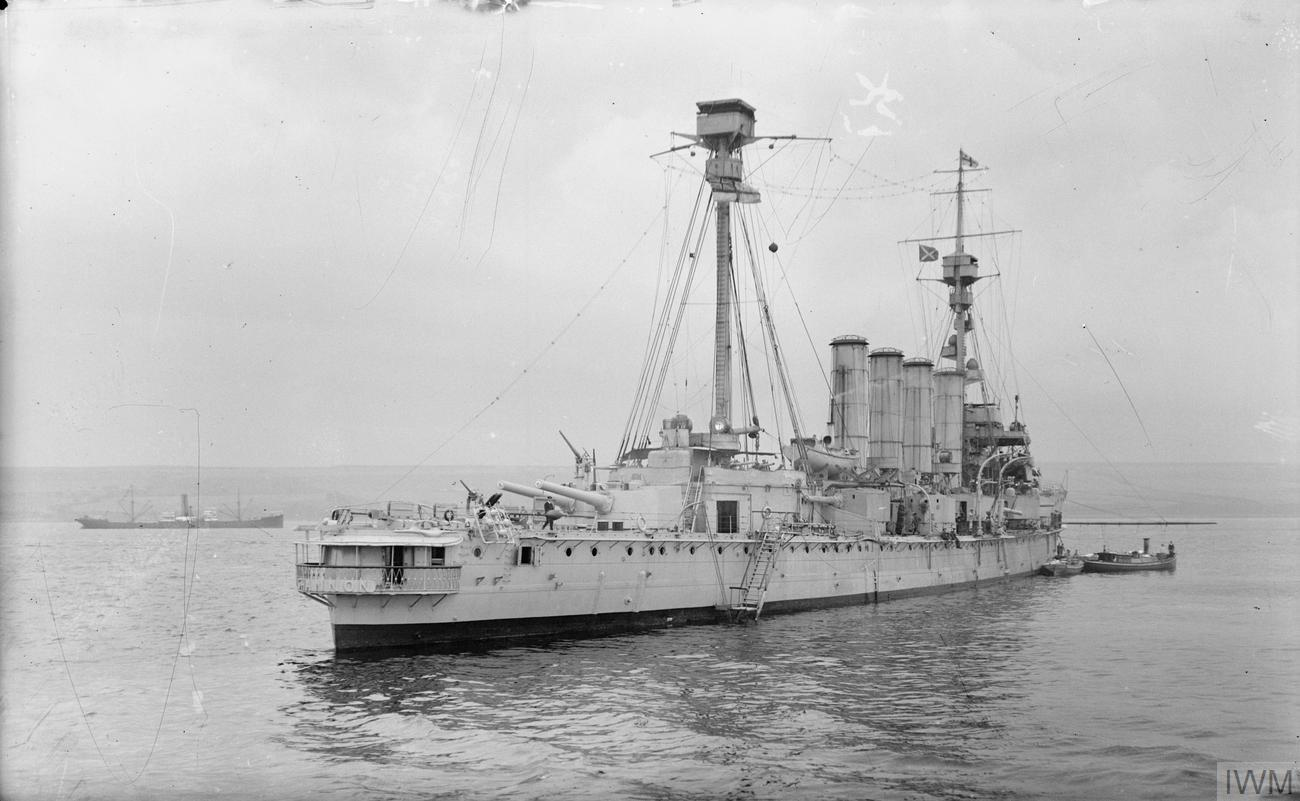
Lo Shannon visto di poppa

I Minotaur erano considerevolmente più grandi e più pesantemente armati rispetto a tutti i precedenti incrociatori corazzati della Royal Navy, anche se la loro corazzatura era più ridotta rispetto ai predecessori per compensare l'aumento di peso dato dai cannoni più grandi; il progetto fu quindi oggetto di critiche sia per la ridotta protezione delle unità, sia per la decisione id disperdere l'armamento principale in una serie di torrette lungo il brodo dello scafo. Alcuni storici navali hanno indicato i Minotaur come «una versione in formato incrociatore delle navi da battaglia classe Lord Nelson».
Lo scafo dei Minotaur era lungo fuori tutto 158,2 metri, largo 22,7 metri e con un pescaggio massimo di 7,9 metri; il solo Shannon era più largo di 0,3 metri per valutare se con queste proporzioni le unità potessero risultare più veloci. Il dislocamento standard era di 14.800 tonnellate, che salivano a 16.900 tonnellate con la nave a pieno carico; i Minotaur avevano più di 1.000 tonnellate di dislocamento in più e molto più bordo libero rispetto ai loro più diretti predecessori della classe Duke of Edinburgh. In carico normale i Minotaur avevano un'altezza metacentrica di 0,9 metri, che saliva a 1 metro con la nave a pieno carico. L'equipaggio di progetto ammontava a 779 ufficiali, sottufficiali e marinai, ma fu aumentato a 802 tra il 1908 e il 1912.
Il sistema di propulsione si basava su due motori a vapore a tripla espansione da quattro cilindri, ciascuno azionante un albero motore, alimentati da 24 caldaie a tubi d'acqua; la potenza totale era di 27.000 ihp (20.130 kW) e la velocità massima si aggirava sui 23 nodi (43 km/h). I depositi delle unità potevano ospitare fino a 2.060 tonnellate di carbone per alimentare le macchine, oltre a 760 tonnellate di olio combustibile che veniva spruzzato sul carbone per aumentarne l'effetto calorico; con i depositi pieni, le unità erano capaci di un'autonomia di 8.150 miglia nautiche alla velocità di 10 nodi (15.090 chilometri a 19 km/h).

### Armamento

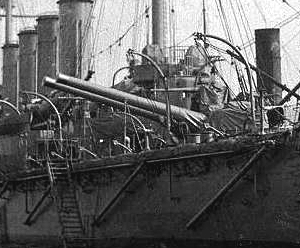
Dettaglio della poppa del Defence con la torre binata dei cannoni da 234 mm brandeggiata verso sinistra

I Minotaur imbarcavano quattro cannoni da 234 mm BL Mk XI, due pezzi in meno rispetto ai Duke of Edinburgh (che ne avevano sei) ma la cosa era compensata dal fatto che i cannoni erano montati in torrette binate ad azionamento idraulico (collocate una a prua e una a poppa) che garantivano la stessa potenza di bordata dei loro predecessori; i cannoni erano capaci di una elevazione massima di +15° e di una depressione di -5°, e potevano sparare un proiettile da 172 chilogrammi alla velocità alla volata di 876 m/s, per una gittata massima di 14.813 metri. Il rateo di fuoco era di quattro colpi al minuto, e le navi imbarcavano una riserva di 100 colpi per cannone.
L'armamento secondario era molto più pesante rispetto ai loro predecessori, costituito come era da dieci cannoni da 190 mm BL Mk II montati in altrettante torrette singole ad azionamento idraulico dislocate lungo il bordo dello scafo, cinque per lato. I cannoni erano capaci di una elevazione massima di +15° e di una depressione di -7,5°, e potevano sparare un proiettile da 91 chilogrammi alla velocità alla volata di 866 m/s, per una gittata massima di 14.238 metri e un rateo di fuoco di quattro colpi al minuto. Ciascun cannone da 190 mm aveva una riserva di 100 colpi.
L'armamento terziario per il contrasto delle unità torpediniere era rappresentato da sedici cannoni da 76 mm QF 18-cwt: otto di questi erano montati sul cielo delle torrette dei canoni da 190 mm, e gli altri otto si trovavano sopra le sovrastrutture quattro a prua e quattro a poppa. I pezzi potevano sparare un proiettile da 5,7 chilogrammi alla velocità alla volata di 810 m/s, il che garantiva una gittata di 8.500 metri con il pezzo alla sua massima elevazione di +20°. Completavano l'armamento cinque tubi lanciasiluri da 450 mm installati nello scafo sotto la linea di galleggiamento, due su ciascuna fiancata e uno nella prua.

### Corazzatura

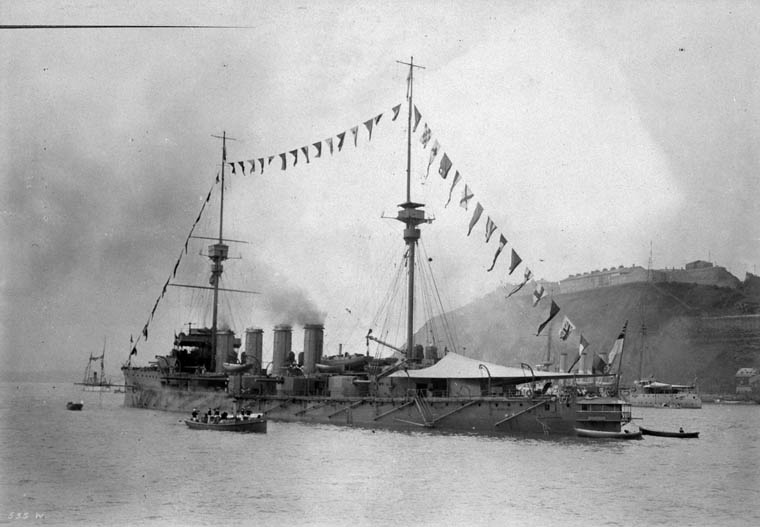
Il Minotaur mentre espone il gran pavese

Come detto, la corazzatura dei Minotaur era più ridotta rispetto ai predecessori. Senza più l'installazione dei pezzi secondari in casematte blindate, la cintura corazzata superiore fu eliminata come pure le paratie trasversali che connettevano la cintura alle barbette dei cannoni. La cintura alla linea di galleggiamento, realizzata in acciaio Krupp, era quindi spessa 152 mm e si estendeva tra la torretta da 190 mm più a prua e quella più a poppa; con la nave in carico normale, la cintura si trovava sotto il livello dell'acqua per 1,5 metri. In aggiunta, i cilindri dell'apparato motore erano protetti da piastre corazzate spesse tra i 38 e i 51 mm
La parte anteriore delle torrette dei pezzi da 234 mm era protetta da una corazzatura spessa 203 mm, mentre i fianchi avevano una blindatura di 178 mm; le torrette dei pezzi da 190 mm avevano una parte anteriore sempre spessa 203 mm, ma i fianchi erano protetti da solo 152 mm di corazza. Le barbette principali erano protette da 178 mm di corazzatura come lo erano i paranchi delle munizioni. Lo spessore del ponte corazzato andava dai 38 mm sul lato centrale piatto ai 51 mm sulla pendenza che lo collegava al bordo inferiore della cintura della linea di galleggiamento per la lunghezza della nave. La torre di comando era protetta da una corazzatura spessa 254 mm nel suo punto massimo.

### Modifiche successive
Nel 1909 i quattro fumaioli furono sollevati di 4,6 metri rispetto al progetto originale per ridurre l'interferenza del fumo emesso con la plancia. Tra il 1915 e il 1916 un cannone da 76 mm fu aggiunto sul retro della sovrastruttura mentre un pezzo leggero a tiro rapido fu installato sul cassero di poppa, entrambi per svolgere difesa antiaerea. Sempre nel 1916 gambe di rinforzo furono aggiunte all'albero di prua per sostenere il peso di un nuovo sistema di controllo del fuoco; negli ultimi anni di guerra l'albero fu completamente rimpiazzato da una nuova struttura a tripode e il pezzo da 76 mm antiaereo fu spostato sul celo della torre da 234 mm di prua.

## Unità
| Nome     | Costruttore        | Impostazione     | Varo              | Entrata in servizio | Destino finale                                                                           |
| -------- | ------------------ | ---------------- | ----------------- | ------------------- | ---------------------------------------------------------------------------------------- |
| Minotaur | Devonport Dockyard | 2 gennaio 1905   | 6 giugno 1906     | 1º aprile 1908      | venduto per la demolizione nell'aprile 1920.                                             |
| Shannon  | Chatham Dockyard   | 2 gennaio 1905   | 20 settembre 1906 | 10 marzo 1908       | venduto per la demolizione nel dicembre 1922.                                            |
| Defence  | Pembroke Dockyard  | 22 febbraio 1905 | 24 aprile 1907    | 9 febbraio 1909     | affondato il 31 maggio 1916 da unità navali tedesche durante la battaglia dello Jutland. |